# Svartkindad glansparakit
Svartkindad glansparakit (Prosopeia personata) är en fågel i familjen östpapegojor inom ordningen papegojfåglar.

## Utseende och läte
Svartkindad glansparakit är 47 cm lång lysande grön papegoja med lång stjärt. På bröst och buk är den slående orangegul. Huvudet är mörkare och övergår i sotsvart mot näbben. Stjärten och vingpennorna är kraftigt anstrukna av blått. Näbben är svart, liksom fötterna. Bland lätena hörs olika skränande, genomträngande skrin, yttrade både i flykten och från sittande fågel.

## Utbredning och systematik
Fågeln förekommer på Viti Levu (Fiji), utdöd på Ovalau och Mbau. Den behandlas som monotypisk, det vill säga att den inte delas in i några underarter.

## Status
Arten har ett litet utbredningsområde där skogsavverkningar tros påverka beståndet. Internationella naturvårdsunionen IUCN kategoriserar den därför som nära hotad. Världspopulationen uppskattas till mellan 40 000 och 100 000 vuxna individer.